# 马蒂·里森
马蒂·里森（英語：Marty Riessen，1941年12月4日—），美国男子网球运动员。他曾获得澳大利亚网球公开赛混合双打冠军、法国网球公开赛男子双打冠军、混合双打冠军、温布尔登网球锦标赛混合双打冠军、美国网球公开赛男子双打冠军、混合双打冠军。